# Karen Moncrieff
Karen Moncrieff (Sacramento, 20 de diciembre de 1963) es una actriz, directora de cine y televisión y guionista estadounidense. Debutó como directora con la película de 2002 Blue Car.
Ha dirigido producciones de cine y televisión y se ha desempeñado como actriz en las telenovelas Passions, Days of Our Lives y Santa Barbara.  En 1985 fue coronada Miss Illinois y compitió en el concurso de Miss America 1986. Karen se graduó en la secundaria Rochester Adams en 1982, la misma secundaria a la que asistió la cantante y actriz Madonna.

## Filmografía
- Wings (1994) como Deidre
- Blue Car (2002) – Directora/Escritora
- Six Feet Under (2003)
- Touching Evil (2004)
- The Dead Girl (2007) – Directora/Escritora
- The Trials of Cate McCall (2013) – Directora/Productora/Escritora
- The Keeping Hours (2017) - Directora